# 西安炭矿

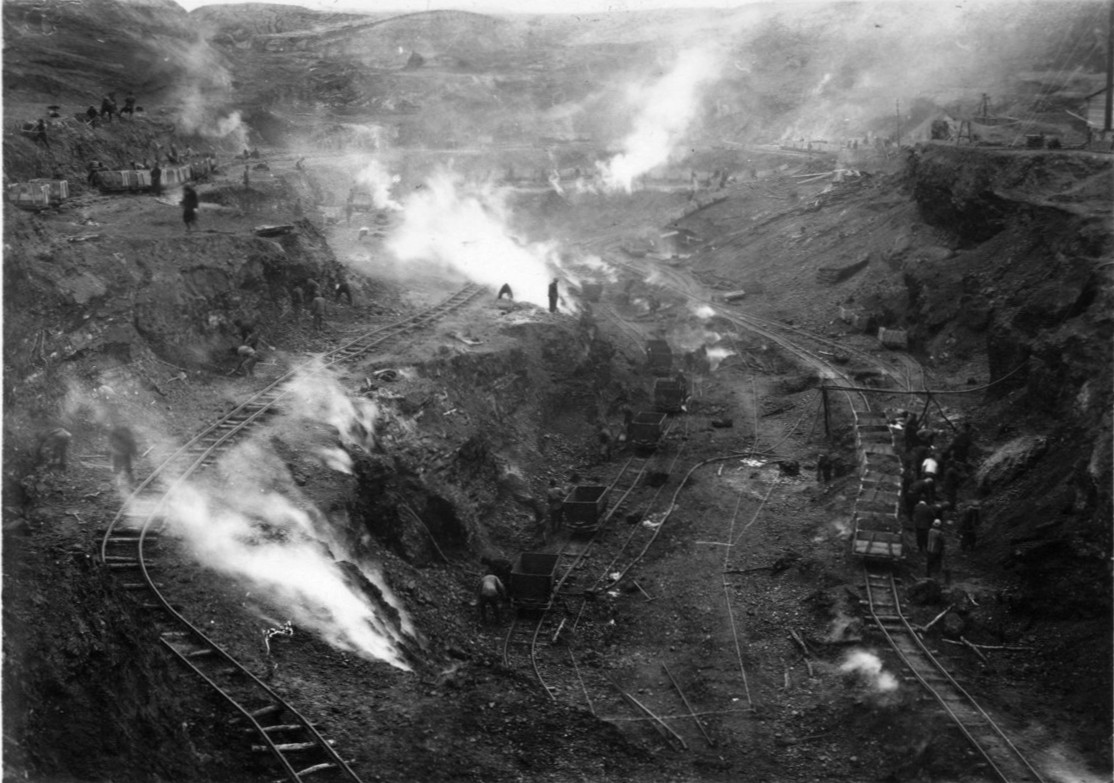
1936年满洲炭矿所辖的西安煤矿

西安炭矿株式会社是1943年2月设立于满洲国的从事煤矿开采的公司。它由满洲炭矿与满洲重工业开发合资设立。该公司所辖业务为原满洲炭矿西安矿业所的采煤业务。
该公司是国策会社，其设置是为了依照统制经济的方针，提高资源产出能力。该公司在二战后作为闭锁机关而结业。:345

## 关联条目
- 西安神社